# تشارلز إل. كناب
تشارلز إل. كناب هو محامي وسياسي أمريكي، ولد في 4 يوليو 1847، وتوفي في 3 يناير 1929. نشط حزبياً في الحزب الجمهوري. وقد انتخب عضو مجلس ولاية نيويورك ‏ وانتخب عضو مجلس النواب الأمريكي ‏.